# 패딩턴

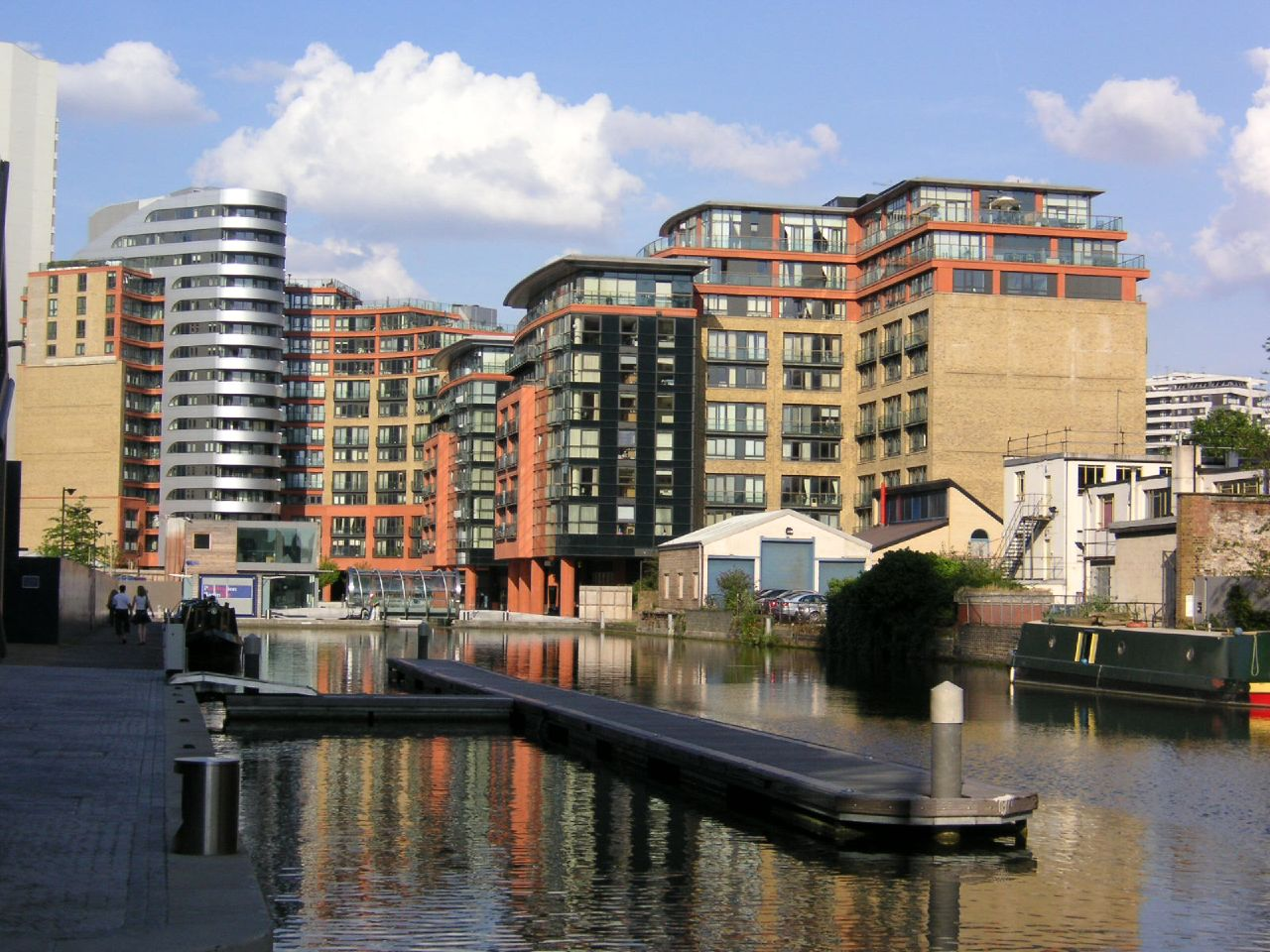
패딩턴

패딩턴(Paddington)은 영국 런던의 한 지역이다.